# Ceny instytucjonalne
Ceny instytucjonalne – ceny, określane przez Radę Unii Europejskiej na wniosek komisji na początku kampanii handlowej (w zależności od segmentu rynku rolnego, przypada to na dzień 1 kwietnia, 1 lipca lub 1 sierpnia). Są one ukształtowane zazwyczaj na poziomie znacznie przewyższającym ceny światowe. Utrzymanie na rynku wspólnoty tak ustalonego wysokiego poziomu cen było możliwe dzięki:
- systemowi cen gwarantowanych
- ochronie przed importem tanich artykułów rolnych przez system ceł i opłat wyrównawczych
- systemowi scentralizowanych zakupów, przeciwdziałającemu spadkowi cen poniżej poziomu gwarantowanego
- subsydiowaniu eksportu z krajów członkowskich UE do krajów trzecich